# Alexis Thérèse Petit
Alexis Thérèse Petit, född 2 oktober 1791 i Vesoul, departementet Haute-Saône, död 21 juni 1820 i Paris, var en fransk fysiker.
Petit blev 1810 professor vid Lycée Bonaparte i Paris samt var från 1815 lärare vid École polytechnique. Tillsammans med Pierre Louis Dulong fann han, att de flesta grundämnen har samma värmekapacitivitet och konstruerade katetometern. Han studerade även särskilt de fysiska egenskaperna hos vätskor.